# 八雲町郷土資料館
八雲町郷土資料館（やくもちょう きょうどしりょうかん）は、北海道二海郡八雲町にある博物館。1978年、旧尾張藩主徳川慶勝が旧尾張藩士を八雲に入植させてから100年を迎えたことを記念して開館した。

## 概要
士族移住によって開かれた八雲の歴史に関する資料や開拓当時の住宅、木彫り熊発祥の地としての北海道最初の木彫り熊や、八雲鉱山に関する産業資料、アイヌ民族資料などが豊富に展示されている。
建物は、鉄骨造り2階建て延べ776.93平方メートルで、1階が収蔵庫、2階が展示室となっている。また、公民館・林業研修センターとは渡り廊下で接続され、一体化して管理されている。

## 所在地
- 北海道二海郡八雲町末広町154

## 交通アクセス
- JR北海道函館本線八雲駅から徒歩5分

## 近隣施設
- 梅村庭園